# حسینی (شاپرک)
حسینی (نام علمی: Eupithecia husseini) گونه‌ای شاپرک است. زیستگاه این حشره در ایران می‌باشد.